# Antonow An-3
Die Antonow An-3 ist ein Mehrzweck-Doppeldecker-Flugzeug sowjetischer Herkunft und basiert auf der Antonow An-2. Im Unterschied zu dieser ist sie mit einem 705 kW (960 PS) leistenden Turboprop-Triebwerk vom Typ Gluschenkow TWD-10 B ausgestattet. Spätere Maschinen wurden mit dem TWD-20 ausgerüstet und als An-3T (Transportvariante für bis zu zwölf Personen oder 1800 kg Fracht) oder An-3SCh („Selsko-Chosjaistwenni“ = landwirtschaftlich) bezeichnet.

## Entwicklung
Überlegungen, die An-2 durch einen Turboproantrieb zu modernisieren, existierten seit dem Ende der 1950er Jahre. Die Planungen für ein neues Standard-Agrarflugzeug begannen bereits im Jahr 1972. Sie wurden vom OKB Antonow ohne offiziellen Auftrag als Gegenentwurf zum in dieser Zeit in der Entwicklungsphase befindlichen polnischen Agrarflugzeug M-15 „Belphegor“, dem eigentlich vorgesehenen Nachfolger der An-2, durchgeführt. Chefkonstrukteur Oleg Antonow hielt dessen unkonventionelle Auslegung als strahlgetriebener Doppeldecker für ein Flugzeug dieser Kategorie für verfehlt. Konkret wurde das An-3-Projekt jedoch erst mit einem Beschluss des Ministeriums für Luftfahrtindustrie vom Dezember 1977, das Flugzeug im folgenden Jahr zu bauen, weil sich allmählich abzeichnete, dass die M-15 tatsächlich nicht für ihre vorgesehene Aufgabe geeignet sein würde. Als Ausgangsbasis diente eine An-2 mit der Werknummer 1G163-21 und dem (kyrillischen) Kennzeichen СССР-26700, die im Werk von Gostomel entsprechend umgebaut und mit einem TWD-20-Triebwerk versehen wurde. Weitere Änderungen umfassten den Einbau einer zusätzlichen Tür zwischen Spant 5 und 6 auf der linken Seite als direkten Zugang zum Cockpit und den Einbau eines 1500-l-Sprühmittelbehälters im Frachtraum samt Verteilanlage. Im Februar 1980 wurden die Arbeiten abgeschlossen und der nun mit der Werknummer 379-01 und dem Kennzeichen СССР-37901 versehene Prototyp führte am 13. Mai mit dem Piloten S. A. Gorbik und dem leitenden Ingenieur P. D. Ignatenko den Erstflug durch. Bei der Erprobung ergaben sich Probleme mit der druckluftbetriebenen Sprühanlage, die bei Inbetriebnahme einen massiven Leistungsabfall des Motors verursachte. Nach einem Beinaheabsturz während einer Vorführung wurde deshalb die altbewährte Anlage der An-2 eingesetzt, die ihre Leistung von einer durch den Fahrtwind angetriebenen kleinen Luftschraube bezog. Die weiteren Tests wurden im Dezember 1981 auf der Krim fortgesetzt und erfolgreich abgeschlossen. Eine noch von der An-2 übernommene geringe Richtungsstabilität und instabile Steuerung bei Geschwindigkeiten von 130 bis 150 km/h sollte durch ein geändertes Seitenruder beseitigt werden. Da der RGW zu diesem Zeitpunkt aber noch an der M-15 als Standardagrarflugzeug für seine Mitgliedsländer festhielt und das Triebwerk die Betriebsgrenze erreicht hatte, wurde das Programm vorerst auf Eis gelegt.

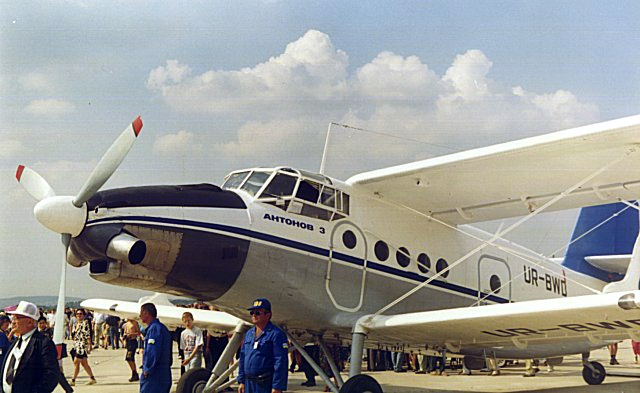
Der Prototyp auf dem MAKS im August 1997

Um das Interesse an der An-3 wiederzubeleben, wurden auf Veranlassung des nach Oleg Antonows Tod als Chefkonstrukteur eingesetzten P. W. Balalujew am 13. Dezember 1985 von Testpilot S. A. Gorbik drei Weltrekorde in der Klasse C-1e erflogen. Er beförderte 1000 kg bzw. 2000 kg Nutzlast auf 6200 m sowie 2375 kg auf 2000 m Höhe. doch abermals erfolgte keine Reaktion seitens der sowjetischen Führung. Erst ein Jahr später begann im April die staatliche Erprobung. Die bis August 1986 durchgeführten 95 Testflüge mit einer Gesamtflugzeit von 63:30 h zeigten, dass die Richtungsstabilität noch immer zu wünschen übrig ließ, außerdem waren die Steuerdrücke während der Landung sehr hoch und die Wirksamkeit des Seitenruders beim Start mit Seitenwind zu gering. Mit einer Vergrößerung der Leitwerksflächen und des Seitenruders sowie dem Einbau einer Trimmechanik konnten die Mängel aber beseitigt werden. Die weitere Abnahme wurde zufriedenstellend durchlaufen und ergab die vollständige Eignung der An-3 zum Agrarflugzeug.
1988 wurde beschlossen, das nicht mehr den Anforderungen entsprechende TWD-20 durch ein TWD-1500 zu ersetzen, dessen Entwicklung aber durch den Zusammenbruch des Ostblocks eingestellt wurde, was ein abermaliges Ende des Programms bedeutete. 1989 fanden die letzten Flüge statt, eine Serienproduktion erfolgte nicht. Erst 1997 wurde eine Wiederaufnahme beschlossen, nachdem eine Marktanalyse einen Bedarf von etwa 1200 auf den An-3-Stand modernisierten An-2 ergeben hatte. Daraufhin wurde der seit 1989 im Freien abgestellte Prototyp reaktiviert und noch im gleichen Jahr auf dem MAKS ausgestellt. Im Herbst des Jahres begann im Werk der Produktionsvereinigung „Poljot“ in Omsk die Umrüstung des ersten Flugzeugs, das Anfang des nächsten Jahres als An-3T die Zulassung erhielt und am 17. Februar 1998 erstmals flog. Am 31. August 2000 wurden die Zertifizierungstests beendet und für das Muster das Zertifikat MAK Nr.St 191-An-3T erteilt. Im Monat darauf erfolgte die Präsentation auf einer Messe in Kiew. Auch in China erfolgte Mitte November 2000 eine Vorführung. Seitdem befindet sich die An-3T in überschaubaren Zahlen in der Produktion. Bis zum 1. Juli 2004 wurden bei „Poljot“ 17 Flugzeuge umgerüstet. Möglich ist auch ein Einsatz mit Skifahrwerk.

## Technische Daten
| Kenngröße                           | Daten                             |
| ----------------------------------- | --------------------------------- |
| Besatzung                           | 2–3                               |
| Passagiere                          | 12                                |
| Länge                               | 13,68 m                           |
| Spannweite                          | oben 18,17 m unten 14,24 m        |
| Höhe                                | 4,89 m                            |
| Kabinenmaße (Länge × Breite × Höhe) | 4,21 m × 1,65 m ×× 1,85 m         |
| Flügelfläche                        | 71,60 m²                          |
| Leermasse                           | 3200 kg                           |
| Nutzlast                            | ca. 2200 kg                       |
| Startmasse                          | max. 5800 kg                      |
| Triebwerk                           | ein Turboprop Gluschenkow TWD-20M |
| Leistung                            | 1066 kW (1450 PS)                 |
| Reisegeschwindigkeit                | 250 km/h                          |
| Arbeitsgeschwindigkeit              | 180 km/h                          |
| Höchstgeschwindigkeit               | 260 km/h                          |
| Flächenbelastung                    | 81 kg/m²                          |
| Leistungsgewicht                    | 0,18 kW/kg / 0,25 PS/Kg           |
| Startstrecke                        | 140 m                             |
| Landestrecke                        | 100 m                             |
| Steiggeschwindigkeit                | 4 m/s                             |
| Dienstgipfelhöhe                    | 5000 m                            |
| Reichweite                          | min. 300 km max. 1025 km          |